# City Cup 1994-1995 (pallamano maschile)
La City Cup 1994-1995 è stata la 2ª edizione del quarto torneo europeo, dopo la Champions League, la Coppa delle Coppe e la EHF Cup, riservato alle squadre di club di pallamano maschile. È stata organizzata dall'European Handball Federation, la federazione europea di pallamano. La competizione è iniziata il 7 ottobre 1994 e si è conclusa il 22 aprile 1995.
Il torneo è stato vinto dalla compagine tedesca del TV Niederwürzbach per la 1ª volta nella sua storia.

## Formula
Il formato del torneo prevedeva dei turni di qualificazione disputati mediante la formula dell'eliminazione diretta con incontri di andata e ritorno.

## Risultati

### Primo turno
| Squadra 1                   | Squadra 2                | Andata                        | Ritorno                           | Totale  |
| --------------------------- | ------------------------ | ----------------------------- | --------------------------------- | ------- |
| RK Metalurg Skopje          | RK Hrpelje-Kozina        | Skopje, 8 ottobre 1994        | Erpelle-Cosina, 15 ottobre 1994   | 52 - 54 |
| RK Metalurg Skopje          | RK Hrpelje-Kozina        | 34 - 26                       | 18 - 28                           | 52 - 54 |
| VS Kentro Neotitos Larnacos | RK Varteks               | Larnaca, nd                   | Varaždin, nd                      | 0 - 20  |
| VS Kentro Neotitos Larnacos | RK Varteks               | 0 - 10                        | 0 - 10                            | 0 - 20  |
| CHEV Handball Diekirch      | TV Niederwürzbach        | Diekirch, 5 ottobre 1994      | Blieskastel, 16 ottobre 1994      | 30 - 58 |
| CHEV Handball Diekirch      | TV Niederwürzbach        | 13 - 31                       | 17 - 27                           | 30 - 58 |
| Komlói Bányász Sport Klub   | ABC Braga                | Komló, 8 ottobre 1994         | Braga, 15 ottobre 1994            | 32 - 35 |
| Komlói Bányász Sport Klub   | ABC Braga                | 14 - 21                       | 18 - 14                           | 32 - 35 |
| ATV Basilea                 | Cadagua Galdar           | Basilea, 9 ottobre 1994       | Gáldar, 15 ottobre 1994           | 37 - 71 |
| ATV Basilea                 | Cadagua Galdar           | 21 - 36                       | 16 - 35                           | 37 - 71 |
| Holte IF                    | ŠKP Bratislava           | Holte, 8 ottobre 1994         | Bratislava, 16 ottobre 1994       | 45 - 51 |
| Holte IF                    | ŠKP Bratislava           | 24 - 24                       | 21 - 27                           | 45 - 51 |
| Beşiktaş Istanbul           | US Ivry                  | Istanbul, 9 ottobre 1994      | Ivry-sur-Seine, 15 ottobre 1994   | 44 - 53 |
| Beşiktaş Istanbul           | US Ivry                  | 25 - 25                       | 19 - 28                           | 44 - 53 |
| AC Doukas Atene             | WKS Śląsk Wrocław        | Atene, 8 ottobre 1994         | Breslavia, 15 ottobre 1994        | 35 - 50 |
| AC Doukas Atene             | WKS Śląsk Wrocław        | 19 - 21                       | 16 - 29                           | 35 - 50 |
| Banik Karvina               | Maccabi Raanana          | Karviná, 9 ottobre 1994       | Raanana, 15 ottobre 1994          | 40 - 33 |
| Banik Karvina               | Maccabi Raanana          | 20 - 14                       | 20 - 19                           | 40 - 33 |
| Spartak Baku                | CS Dinamo Bucurest       | Pitești, nd                   | Pitești, nd                       | 0 - 20  |
| Spartak Baku                | CS Dinamo Bucurest       | 0 - 10                        | 0 - 10                            | 0 - 20  |
| Kragero IF                  | HC Bruck                 | Kragerø, 8 ottobre 1994       | Bruck an der Mur, 16 ottobre 1994 | 45 - 47 |
| Kragero IF                  | HC Bruck                 | 20 - 24                       | 25 - 23                           | 45 - 47 |
| FH Hafnafjordur             | Olimpij Lviv             | Hafnarfjörður, 8 ottobre 1994 | Hafnarfjörður, 9 ottobre 1994     | 62 - 50 |
| FH Hafnafjordur             | Olimpij Lviv             | 36 - 25                       | 26 - 25                           | 62 - 50 |
| Union Beynoise              | HC Gtu Shevardeni-Telavi | Beyne-Heusay, 13 ottobre 1994 | Beyne-Heusay, 15 ottobre 1994     | 56 - 35 |
| Union Beynoise              | HC Gtu Shevardeni-Telavi | 24 - 12                       | 32 - 23                           | 56 - 35 |
| HV Aalsmeer                 | Ula Varena               | Aalsmeer, 8 ottobre 1994      | Varena, 15 ottobre 1994           | 50 - 46 |
| HV Aalsmeer                 | Ula Varena               | 29 - 21                       | 21 - 25                           | 50 - 46 |
| SKIF Krasnodar              | SSV Brixen               | Bressanone, 7 ottobre 1994    | Bressanone, 8 ottobre 1994        | 44 - 44 |
| SKIF Krasnodar              | SSV Brixen               | 22 - 21                       | 22 - 23                           | 44 - 44 |

### Ottavi di finale
| Squadra 1         | Squadra 2          | Andata                           | Ritorno                            | Totale  |
| ----------------- | ------------------ | -------------------------------- | ---------------------------------- | ------- |
| Cadagua Galdar    | Union Beynoise     | Gáldar, 13 novembre 1994         | Beyne-Heusay, 20 novembre 1994     | 63 - 47 |
| Cadagua Galdar    | Union Beynoise     | 32 - 20                          | 27 - 31                            | 63 - 47 |
| TV Niederwürzbach | SKIF Krasnador     | Blieskastel, 18 novembre 1994    | Blieskastel, 20 novembre 1994      | 66 - 49 |
| TV Niederwürzbach | SKIF Krasnador     | 35 - 22                          | 31 - 27                            | 66 - 49 |
| US Ivry           | HC Bruck           | Ivry-sur-Seine, 12 novembre 1994 | Bruck an der Mur, 19 novembre 1994 | 54 - 41 |
| US Ivry           | HC Bruck           | 24 - 21                          | 30 - 20                            | 54 - 41 |
| RK Varteks        | HV Aalsmeer        | Varaždin, 12 novembre 1994       | Aalsmeer, 19 novembre 1994         | 40 - 36 |
| RK Varteks        | HV Aalsmeer        | 21 - 15                          | 19 - 21                            | 40 - 36 |
| TUSEM Essen       | CS Dinamo Bucurest | Essen, 6 novembre 1994           | Bucarest, 20 novembre 1994         | 44 - 36 |
| TUSEM Essen       | CS Dinamo Bucurest | 19 - 19                          | 25 - 17                            | 44 - 36 |
| RK Hrpelje-Kozina | WKS Śląsk Wrocław  | Erpelle-Cosina, 13 novembre 1994 | Breslavia, 20 novembre 1994        | 48 - 55 |
| RK Hrpelje-Kozina | WKS Śląsk Wrocław  | 24 - 25                          | 24 - 30                            | 48 - 55 |
| ŠKP Bratislava    | FH Hafnafjordur    | Hafnarfjörður, 19 novembre 1994  | Hafnarfjörður, 20 novembre 1994    | 51 - 55 |
| ŠKP Bratislava    | FH Hafnafjordur    | 23 - 26                          | 28 - 29                            | 51 - 55 |
| ABC Braga         | Banik Karvina      | Braga, 12 novembre 1994          | Karviná, 19 novembre 1994          | 42 - 33 |
| ABC Braga         | Banik Karvina      | 23 - 17                          | 19 - 16                            | 42 - 33 |

### Quarti di finale
| Squadra 1      | Squadra 2         | Andata                    | Ritorno                         | Totale  |
| -------------- | ----------------- | ------------------------- | ------------------------------- | ------- |
| RK Varteks     | TV Niederwürzbach | Varaždin, 18 gennaio 1995 | Blieskastel, 25 gennaio 1995    | 52 - 56 |
| RK Varteks     | TV Niederwürzbach | 25 - 26                   | 27 - 30                         | 52 - 56 |
| ABC Braga      | FH Hafnafjordur   | Braga, 14 gennaio 1995    | Hafnarfjörður, 22 gennaio 1995  | 53 - 44 |
| ABC Braga      | FH Hafnafjordur   | 28 - 16                   | 25 - 28                         | 53 - 44 |
| TUSEM Essen    | US Ivry           | Essen, 14 gennaio 1995    | Ivry-sur-Seine, 25 gennaio 1995 | 40 - 33 |
| TUSEM Essen    | US Ivry           | 21 - 15                   | 18 - 19                         | 40 - 33 |
| Cadagua Galdar | WKS Śląsk Wrocław | Gáldar, 18 gennaio 1995   | Breslavia, 26 gennaio 1995      | 57 - 38 |
| Cadagua Galdar | WKS Śląsk Wrocław | 32 - 17                   | 25 - 21                         | 57 - 38 |

### Semifinali
| Squadra 1   | Squadra 2         | Andata               | Ritorno                    | Totale  |
| ----------- | ----------------- | -------------------- | -------------------------- | ------- |
| TUSEM Essen | TV Niederwürzbach | Essen, 15 marzo 1995 | Blieskastel, 22 marzo 1995 | 48 - 53 |
| TUSEM Essen | TV Niederwürzbach | 27 - 25              | 21 - 28                    | 48 - 53 |
| ABC Braga   | Cadagua Galdar    | Braga, 14 marzo 1995 | Gáldar, 22 marzo 1995      | 49 - 52 |
| ABC Braga   | Cadagua Galdar    | 28 - 26              | 21 - 26                    | 49 - 52 |

### Finale
| Squadra 1      | Squadra 2         | Andata                 | Ritorno                     | Totale  |
| -------------- | ----------------- | ---------------------- | --------------------------- | ------- |
| Cadagua Galdar | TV Niederwürzbach | Gáldar, 16 aprile 1995 | Blieskastel, 22 aprile 1995 | 55 - 58 |
| Cadagua Galdar | TV Niederwürzbach | 29 - 26                | 26 - 32                     | 55 - 58 |

## Campioni
| Vincitore della City Cup 1994-1995 |
| ---------------------------------- |
| TV Niederwürzbach 1º titolo        |